# Lorryia reticulata
Lorryia reticulata är en spindeldjursart som först beskrevs av Oudemans 1928.  Lorryia reticulata ingår i släktet Lorryia, och familjen Tydeidae. Arten är reproducerande i Sverige.